# National Film Award de la meilleure actrice

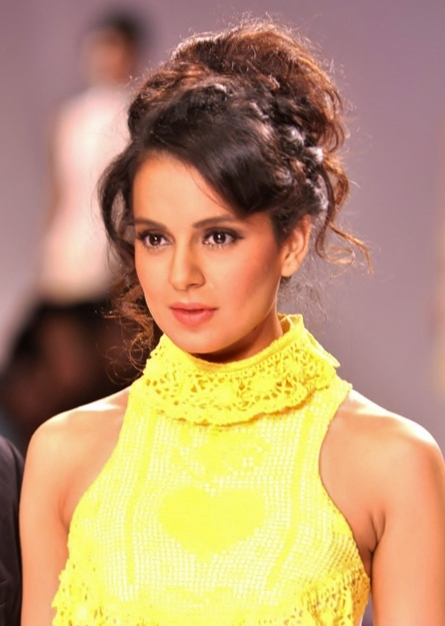
Kangana Ranaut, lauréate 2019).

Le National Film Award de la meilleure actrice est l'une des catégories des National Film Awards présentées annuellement par la direction des festivals de films, l'organisation créée par le ministère de l'information et de la radiodiffusion en Inde. C'est l'un des nombreux prix de la catégorie des longs métrages et décerné avec le Silver Lotus (Rajat Kamal).
Le prix est annoncé pour tous les films produits dans toute l'Inde, quelle que soit l'industrie, quelle que soit la langue indienne.

## Liste des lauréates
Les années sont indiquées selon l'enregistrement du film par le Central Board of Film Certification.
| Année       | Lauréat(s)                 | Rôle(s)                                          | Film(s)                             | Langue(s) | Refs.  |
| ----------- | -------------------------- | ------------------------------------------------ | ----------------------------------- | --------- | ------ |
| 1967 (15th) | Nargis Dutt                | Varuna/Peggy                                     | Raat Aur Din                        | Hindi     | ,      |
| 1968 (16th) | Sharada                    | Vijaya                                           | Thulabharam                         | Malayalam | ,      |
| 1969 (17th) | Madhabi Mukherjee          | Supriya                                          | Dibratrir Kabya                     | Bengali   | [ 6 ]  |
| 1970 (18th) | Rehana Sultan              | Salma Ahmed                                      | Dastak                              | Hindi     | ,      |
| 1971 (19th) | Waheeda Rehman             | Reshma                                           | Reshma Aur Shera                    | Hindi     | [ 8 ]  |
| 1972 (20th) | Sharada                    | Sita                                             | Swayamvaram                         | Malayalam | ,      |
| 1973 (21st) | Nandini Bhaktavatsala (en) | Kamali                                           | Kaadu                               | Kannada   | ,      |
| 1974 (22nd) | Shabana Azmi               | Laxmi                                            | Ankur                               | Hindi     | [ 13 ] |
| 1975 (23rd) | Sharmila Tagore            | - Chanda - Kajli                                 | Mausam                              | Hindi     | ,      |
| 1976 (24th) | Lakshmi                    | Ganga                                            | Sila Nerangalil Sila Manithargal    | Tamoul    | [ 17 ] |
| 1977 (25th) | Smita Patil                | Usha                                             | Bhumika                             | Hindi     | ,      |
| 1978 (26th) | Sharada                    | Bharathi                                         | Nimajjanam                          | Télougou  | [ 20 ] |
| 1979 (27th) | Shoba                      | Kuppamma                                         | Pasi                                | Tamoul    | ,      |
| 1980 (28th) | Smita Patil                | Amma                                             | Chakra                              | Hindi     | [ 23 ] |
| 1981 (29th) | Rekha                      | Amiran (Umrao Jaan)                              | Umrao Jaan                          | Ourdou    | [ 25 ] |
| 1982 (30th) | Shabana Azmi               | Pooja Inder Malhotra                             | Arth                                | Hindi     | ,      |
| 1983 (31st) | Shabana Azmi               | Jamini                                           | Khandhar                            | Hindi     | ,      |
| 1984 (32nd) | Shabana Azmi               | Rama                                             | Paar                                | Hindi     | ,      |
| 1985 (33rd) | Suhasini                   | Sindhu                                           | Sindhu Bhairavi                     | Tamoul    | [ 32 ] |
| 1986 (34th) | Monisha Unni (en)          | Gouri                                            | Nakhakshathangal                    | Malayalam | [ 33 ] |
| 1987 (35th) | Archana (en)               | Sudha                                            | Veedu                               | Tamoul    | [ 34 ] |
| 1988 (36th) | Archana (en)               | Kamalakshi                                       | Daasi                               | Télougou  | [ 35 ] |
| 1989 (37th) | Sreelekha Mukherji (en)    | Lakkhi                                           | Parshuramer Kuthar                  | Bengali   | [ 36 ] |
| 1990 (38th) | Vijayashanti               | Vyjayanthi                                       | Karthavyam                          | Télougou  | [ 37 ] |
| 1991 (39th) | Moloya Goswami             | Ritu                                             | Firingoti                           | Assamais  | [ 38 ] |
| 1992 (40th) | Dimple Kapadia             | Shanichari                                       | Rudaali                             | Hindi     | [ 39 ] |
| 1993 (41st) | Shobana                    | Ganga Nakulan                                    | Manichitrathazhu                    | Malayalam | [ 40 ] |
| 1994 (42nd) | Debashree Roy              | Aditi                                            | Unishe April                        | Bengali   | [ 41 ] |
| 1995 (43rd) | Seema Biswas               | Phoolan Devi                                     | Bandit Queen                        | Hindi     | [ 42 ] |
| 1996 (44th) | Tabu                       | Virender Kaur                                    | Maachis                             | Hindi     | [ 43 ] |
| 1997 (45th) | Indrani Haldar             | Jhinuk                                           | Dahan                               | Bengali   | [ 44 ] |
| 1997 (45th) | Rituparna Sengupta         | Romita Chaudhury                                 | Dahan                               | Bengali   | [ 44 ] |
| 1998 (46th) | Shabana Azmi               | Rambhi                                           | Godmother                           | Hindi     | [ 45 ] |
| 1999 (47th) | Kiron Kher                 | Banalata                                         | Bariwali                            | Bengali   | [ 46 ] |
| 2000 (48th) | Raveena Tandon             | Durga                                            | Daman: A Victim of Marital Violence | Hindi     | [ 47 ] |
| 2001 (49th) | Tabu                       | Mumtaz                                           | Chandni Bar                         | Hindi     | [ 48 ] |
| 2001 (49th) | Shobana                    | Lakshmi                                          | Mitr, My Friend                     | Anglais   | [ 48 ] |
| 2002 (50th) | Konkona Sen Sharma         | Meenakshi S. Iyer                                | Mr. and Mrs. Iyer                   | Anglais   | [ 49 ] |
| 2003 (51st) | Meera Jasmine (en)         | Shahina                                          | Paadam Onnu: Oru Vilapam            | Malayalam | [ 50 ] |
| 2004 (52nd) | Tara (en)                  | Hasina                                           | Hasina                              | Kannada   | [ 51 ] |
| 2005 (53rd) | Sarika                     | Shernaz                                          | Parzania                            | Anglais   | [ 52 ] |
| 2006 (54th) | Priyamani                  | Muththazhagu                                     | Paruthiveeran                       | Tamoul    | [ 53 ] |
| 2007 (55th) | Umashree (en)              | Gulabi                                           | Gulabi Talkies                      | Kannada   | [ 54 ] |
| 2008 (56th) | Priyanka Chopra Jonas      | Meghna Mathur                                    | Fashion                             | Hindi     | [ 55 ] |
| 2009 (57th) | Ananya Chatterjee (en)     | Shikha                                           | Abohomaan                           | Bengali   | [ 56 ] |
| 2010 (58th) | Mitalee Jagtap Varadkar    | Shirmi                                           | Baboo Band Baaja                    | Marathi   | [ 57 ] |
| 2010 (58th) | Saranya Ponvannan          | Veerayi                                          | Thenmerku Paruvakaatru              | Tamoul    | [ 57 ] |
| 2011 (59th) | Vidya Balan                | Reshma (Silk)                                    | The Dirty Picture                   | Hindi     | [ 59 ] |
| 2012 (60th) | Usha Jadhav (en)           | Yashoda                                          | Dhag                                | Marathi   | [ 60 ] |
| 2013 (61st) | Geetanjali Thapa (en)      | Kamala                                           | Liar's Dice                         | Hindi     | [ 61 ] |
| 2014 (62nd) | Kangana Ranaut             | Rani Mehra                                       | Queen                               | Hindi     | [ 62 ] |
| 2015 (63rd) | Kangana Ranaut             | - Tanuja "Tanu" Trivedi, - Kusum "Datto" Sangwan | Tanu Weds Manu Returns              | Hindi     | [ 64 ] |
| 2016 (64th) | Surabhi Lakshmi (en)       |                                                  | Minnaminungu – the Firefly          | Malayalam | [ 65 ] |